# Dendrotriton chujorum
Dendrotriton chujorum es una especie de salamandra de la familia Plethodontidae. Es endémica de Guatemala. La especie esta amenazada por destrucción de hábitat.

## Distribución y hábitat
Su área de distribución se limita al noroeste de la Sierra de los Cuchumatanes en el departamento de Huehuetenango.
Su hábitat natural se compone de bosque de pino-encino donde vive en las bromelias que se encuentran a una altura de 3 a 10 metros. Su rango altitudinal oscila entre 2652 y 2799 m s. n. m..